# Iglesia de San Juan de la Cruz (Alba de Tormes)

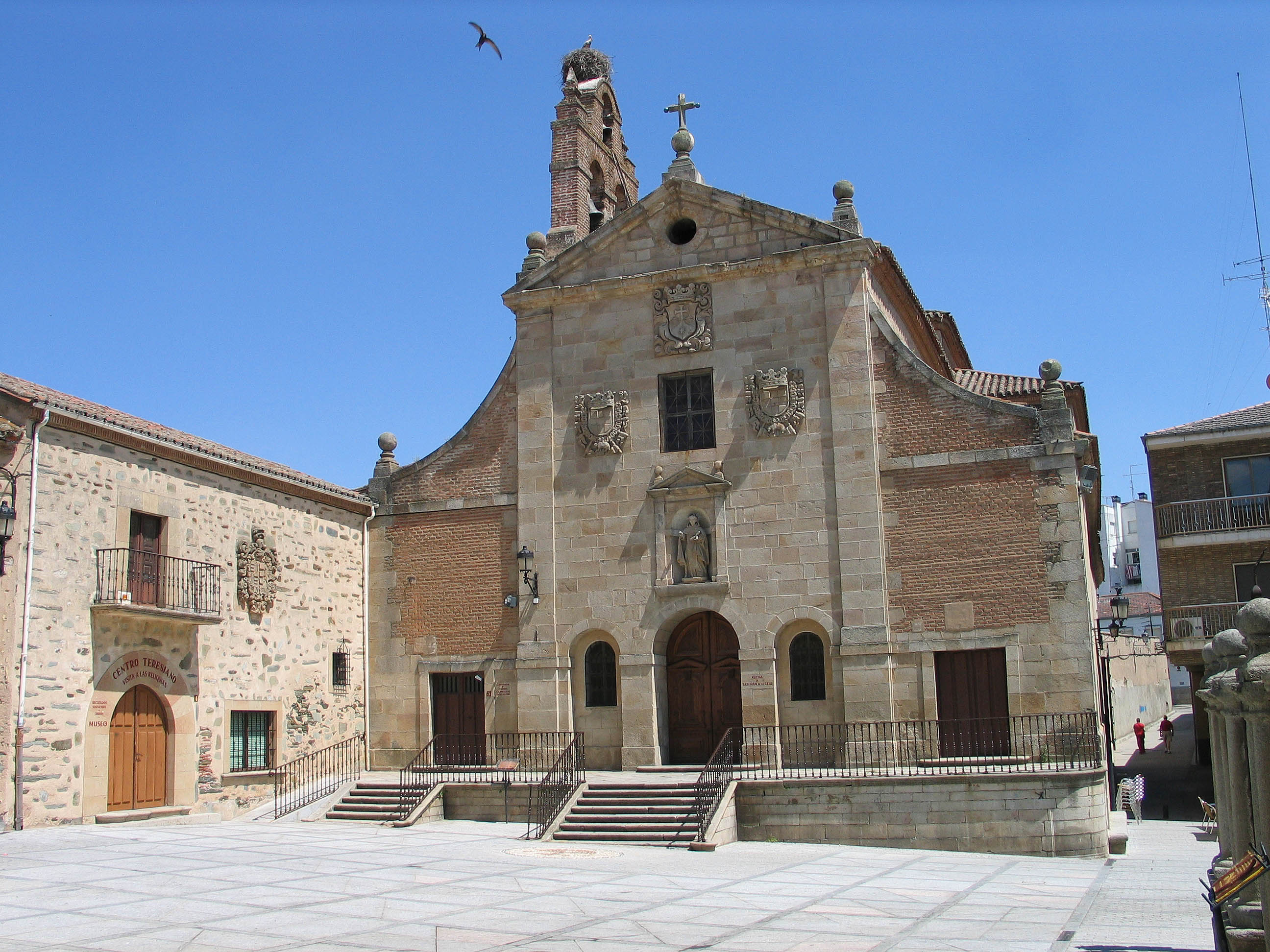
Iglesia de San Juan de la Cruz.

La iglesia de San Juan de la Cruz se encuentra ubicada en Alba de Tormes (Salamanca, España), formando parte del Convento de los Padres Carmelitas Descalzos, habiendo sido el primer templo del mundo dedicado al carmelita San Juan de la Cruz.
Las trazas del templo fueron realizadas por el carmelita Fray Alonso de la Madre de Dios, siendo ejecutadas las obras entre 1692 y 1695. El arquitecto dispuso la fachada en perfecta simetría, simulando los adornos una cruz: en la cabecera colocó el escudo de la Orden del Carmelo, en los brazos sendos escudos de los Álvarez de Toledo y a los pies la imagen de San Juan de la Cruz. 
La planta de la iglesia es de cruz latina y en el interior despuntan los frescos de las pechinas de la cúpula del crucero.